# Оревіца-Маре
Оревіца-Маре (рум. Orevița Mare) — село у повіті Мехедінць в Румунії. Адміністративно підпорядковане місту Винжу-Маре.
Село розташоване на відстані 252 км на захід від Бухареста, 28 км на південний схід від Дробета-Турну-Северина, 73 км на захід від Крайови.

## Населення
За даними перепису населення 2002 року у селі проживали 1102 особи, з них 1101 особа (99,9%) румунів. Усі жителі села рідною мовою назвали румунську.